# Bradya congenera
Bradya congenera är en kräftdjursart som beskrevs av Georg Ossian Sars 1920. Bradya congenera ingår i släktet Bradya och familjen Ectinosomatidae. Arten är reproducerande i Sverige. Inga underarter finns listade i Catalogue of Life.